# Roderick Alick Finlayson
Roderick Alick Finlayson (* 1895 in Lochcarron, Wester Ross; † Februar 1989 in Edinburgh) war ein schottischer Geistlicher der Free Church of Scotland. Er war 1945 Moderator der General Assembly seiner Kirche. Als Verfasser ist er gewöhnlich mit der Abkürzung R. A. Finlayson bezeichnet.

## Leben
Finlayson wurde 1895 in Lochcarron, Wester Ross, geboren. Seine Eltern waren Roderick Finlayson (1847–1895) und Christina MacLennan (1853–1944). Sein Vater starb im Jahr seiner Geburt.
Im Ersten Weltkrieg war er als Soldat in Frankreich und in Flandern. Nach dem Krieg studierte er Theologie am Free Church College in Edinburgh. Er wurde 1922 ordiniert und trat eine Stelle als Pfarrer in Urray (Black Isle) an. Von dort ging er an die Hope Street (Gaelic) Free Church in Glasgow, bevor er 1945 Professor für Systematische Theologie am Free Church College in Edinburgh wurde. Im selben Jahr wurde er als Moderator der General Assembly der Free Church of Scotland gewählt. Er war Nachfolger von Ewen MacRury.
Er war zudem Herausgeber der Zeitschrift „Free Church Monthly Record“ und gehörte zu den Begründern des Scottish Tyndale Fellowship, das zur Scottish Evangelical Theological Society wurde.
1955 erregte er große Aufmerksamkeit, als er gegen die Teilnahme des Duke of Edinburgh Philip an einem Sportereignis an einem Sonntag protestierte.
Er ging 1966 im Alter von 71 Jahren in den Ruhestand. Seine Gesundheit schwand ab 1983 und er starb im Februar 1989 im Alter von 93 Jahren.

## Familie
Finlayson war verheiratet und hatte einen Sohn (Roderick).

## Werke
- God’s Light on Man’s Destiny. Edinburgh: Know Press.
- The Cross in the Experience of Our Lord. London: Perry Jackman, 1955. (Christianheritage 1996 ISBN 978-1781911495)
- Contemporary Ideas of Inspiration. In: Revelation and the Bible.: Contemporary Evangelical Thought, ed. Carl F. H. Henry. Grand Rapids, MI: Baker, 1958.
- Reformed Theological Writings. Christian Focus Publications 1978.
- Feeding on Christ. feedingonchrist.org
- The Holiness of God
- Terminology of the Atonement.. Pt1&2, Banner of Truth 93 & 94/5 (Jun/Jul-Aug 1971) S. 7–14 & 41–48.